# Din cîntecele Mariei Tănase IV

Din cîntecele Mariei Tănase IV este un album al cântăreței de muzică populară Maria Tănase. Acompaniază: Orchestra de Muzică Populară a Radioteleviziunii (A1, A2, A3, A5, B1, B2, B4), dirijor: Victor Predescu (A1, A2, A3, A5, B1, B2, B4), Orchestra Ionel Banu (B5), Orchestra Nicușor Predescu: (A6, B3).

## Detalii ale albumului
- Gen: Folklore, World, & Country
- Style: Folk
- Limba: Romana
- Format: Vinyl, LP, Mono, Reissue
- Inregistrat: Studio
- Casa de discuri: Electrecord
- Catalog #: EPE 0282
- Data lansarii albumului:

## Lista pieselor
- 01 - A1 - Pîrîuș, apă vioară
- 02 - A2 - Cîntec de nuntă din Făgăraș
- 03 - A3 - Cîntec de leagăn
- 04 - A4 - Astă iarnă era iarnă
- 05 - A5 - Pînă cînd nu te iubeam
- 06 - A6 - Cînd toca la Radu Vodă
- 07 - B1 - Cît ii Maramureșul
- 08 - B2 - Uite dealu, uite via
- 09 - B3 - Pe uliță mai colea
- 10 - B4 - Luncă, luncă
- 11 - B5 - Și-am zis verde si una
- 12 - B6 - Bătrînețe, haine grele